# Anadenobolus tejerianus
Anadenobolus tejerianus är en mångfotingart som först beskrevs av Chamberlin 1953.  Anadenobolus tejerianus ingår i släktet Anadenobolus och familjen Rhinocricidae. Inga underarter finns listade i Catalogue of Life.